# Gingivectomie
La gingivectomie est l'ablation de la gencive. Elle sert soit à traiter la maladie parodontale, soit à améliorer l'esthétique du sourire en corrigeant le sourire gingival.